# Чедеголо
Чедеголо (итал. Cedegolo) — коммуна в Италии, располагается в провинции Брешиа области Ломбардия.
Население составляет 1264 человека (2008 г.), плотность населения составляет 113 чел./км². Занимает площадь 11 км². Почтовый индекс — 25051. Телефонный код — 0364.
Покровителем коммуны почитается святой Иероним Стридонский, празднование 30 сентября.

## Демография
Динамика населения:

## Администрация коммуны
- Официальный сайт: http://www.comune.cedegolo.bs.it/